# Тарунин, Евгений Леонидович
Евге́ний Леони́дович Тару́нин (27 марта 1937, Пермь — 6 декабря 2020, там же) — советский и российский математик, доктор физико-математических наук, профессор, заведующий кафедрой прикладной математики механико-математического факультета Пермского университета (1984—1999). Заслуженный деятель науки Российской Федерации (1998). Чемпион мира по зимнему плаванию (2008, 2010).

## Биография
Брат геофизика О. Л. Горбушиной (1933—2012). В 1960 году окончил Пермский государственный университет по специальности «Физика». После окончания университета работал инженером Вычислительного центра ПГУ (с 1961 года — старший инженер по электронике).
В 1968 году защитил кандидатскую диссертацию «Численное решение нелинейных задач теории тепловой конвекции» (руководитель — Е. М. Жуховицкий, ПГПИ). В 1969 году — старший научный сотрудник, а с 1970 года — старший преподаватель кафедры теории функций Пермского университета. С 1971 по 1984 год — старший научный сотрудник Отдела физики полимеров УНЦ АН СССР (позднее — Институт механики сплошных сред), работу в институте совмещал с преподавательской деятельностью в университете. Защитил докторскую диссертацию «Численное исследование свободной конвекции» (1981).
В 1984—1999 годах — заведующий кафедрой прикладной математики, с 1999 года — профессор кафедры прикладной математики и информатики Пермского университета. В ПГУ являлся лидером научного направления «Моделирование, анализ и управление сложными динамическими системами».
С 1995 года — действительный член МАИ (Международная академия информатизации), с 1997 года — академик МАН ВШ (Международная академия наук высшей школы).

## Научная и учебная деятельность
Область научных интересов — нелинейные проблемы гидродинамики вязкой жидкости и тепловой (естественной, свободной) конвекции, разработка численных методов. Исследование эффекта Ранка — Хилша в вихревых трубах. Математическое моделирование различных процессов (охлаждение человека в ледяной воде, конвекция в пчелиных ульях). Модуляция параметров в механических и гидродинамических системах. Теория чисел.
Около десятка его публикаций посвящено исследованию влияния асимметричных колебаний в различных механических системах. Предложена новая модель описания усредненного электрического поля атомов с большим зарядовым числом. Выполнено сравнение предложенной модели с известными (Томаса — Ферми и Н. Бора).
Одно из последних научных увлечений Е. Л. Тарунина — биологические и медицинские проблемы охлаждения тела в ледяной воде.
Им опубликовано более 200 статей, монография и четыре учебных пособия (например, «Двухполевой метод решения задач гидродинамики вязкой жидкости», «Вычислительный эксперимент в задачах свободной конвекции»).
Под его руководством успешно защитили кандидатские диссертации Б. И. Мызникова, И. И. Вертгейм, А. Н. Верещага, В. А. Онянов, Ю. А. Шварц, О. Л. Русакова, И. О. Келлер, М. П. Заварыкин, О. Г. Пенский, И. О. Макарихин, О. Н. Аликина. За консультации по численным методам ему благодарны многие ученые. По его учебному пособию «Вычислительный эксперимент в задачах свободной конвекции» учились специалисты в Перми и других городах страны.

## Избранные публикации
- Гершуни Г. З., Жуховицкий Е. М., Тарунин Е. Л. Конвекция подогреваемой снизу жидкости в замкнутой полости при наличии температурной зависимости вязкости // Известия АН СССР. Теплофизика высоких температур. 1973. Т. IX, № 3. С. 579—587.
- Тарунин Е. Л. Метод последовательности сеток для задач свободной конвекции // Журнал вычислительной математики и математической физики. 1975. 15, № 2. С. 436—445.
- Тарунин Е. Л. Вычислительный эксперимент в задачах свободной конвекции: учеб. пособие. Иркутск: Изд-во Иркут. ун-та, 1990. 228 с.
- Tarunin Y. L. Bifurcation of stationary solutions of the system of equations of electrodynamics of the unipolar injection // Fluid Dynamics. 1994. Vol. 29, N 3. P. 319—324.
- Tarunin Y. L.Convection in a Hele-Show ctll with allowance for heat exchange on the wide faces // Fluid Dynamics, 1995. Vol. 30. N 3. Р. 175—182 (соавт. И. О. Келлер).
- Tarunin Y. L.Subcritical Motions of Flow with Тtemperature Depended Viscosity // Fluid Dynamics. 2001/ Vol. 36, N 4. P. 574—580 (соавт. О. Н. Аликина).
- Тарунин Е. Л. Нелинейные задачи тепловой конвекции: избранные труды. Пермь, ПГУ, 2002. 213 с.
- Tarunin Y. L. Resonance Driven by Horizontal Oscillations of a Vessel Occupation by a Fluid Heated from Above // Fluid Dynamics. 2002. Vol. 37, N 4. P. 530—535 (соавт. Н. М. Шуклина).
- Tarunin Y. L. Calculation of heat transfer in Ranque-Hilsh’s vortex tube // Intern. Journal for Numerical Methods in Fluid. 2005. 48. P. 107—113 (соавт. О. Н. Аликина).
- Тарунин Е. Л. Эффекты асимметричных колебаний // Сб. Гидродинамика/ ПГУ, 2007. Вып. 16. С. 236—249.
- Тарунин Е. Л., Хоруженко В. Г. Моделирование охлаждения в ледяной воде // Биомеханика. 2005. Т. 9, № 3. С. 96-105.
- Гакашев А. И., Тарунин Е. Л. Интенсивность тепловой конвекции в ульях // Вычислительная механика сплошных сред. ИМСС УрО РАН. 2008. Т. 1, № 2. С. 16-26.
- Казарян В. А., Тарунин Е. Л. и др. Тепло — и массообмен в подземных резервуарах газонефтепродуктов. М.-Ижевск: Институт компьютерных исследований, 2008. 302 с.
- Tarunin Y. L. Branching of an Axially-Symmetric Convective Flow // Fluid Dynamic. 2010. Vol. 45, N 2. P. 287—295 (with A. M. Sharapova).
- Тарунин Е. Л. Возможности вычислительных методов в проблемах теории чисел // Вестник Перм. гос. ун-та. Сер. Математика Механика Информатика. 2010. Вып. 2 (2). С. 15-28.
- Тарунин Е. Л., Яковлев В. И. Мысли о науке и жизни. — Пермь: Изд-во Пермского ун-та, 2011. — 362 с. — ISBN 978–5–7944–1624–4. Архивировано 13 марта 2014 года.

## Награды и звания
- действительный член Международной академии информатизации (1995);
- академик Международной академии наук высшей школы (1997);
- заслуженный деятель науки Российской Федерации (1998);
- почётный работник высшего профессионального образования Российской Федерации (2002);
- Медаль «Ветеран труда» (2005);
- медаль им. Л. Эйлера «За заслуги» механико-математического факультета (2007);
- премия Пермского края I степени по разделу «Механика и процессы управления» (2008).

## Разное
- В молодости Е. Л. Тарунин занимался спортивной гимнастикой, имел первый спортивный разряд, состоял в сборной Перми и Пермской области, был чемпионом области по многоборью и отдельным снарядам. После 40 лет увлекся оздоровительным бегом, в возрасте старше 50 лет пробежал 5 марафонов. Член пермского клуба любителей бега «Вита»[4].
- С 2002 г. занимался зимним плаванием. В 71 год (2008) он стал чемпионом мира по зимнему плаванию в старшей возрастной группе (от 70 лет)[5]. В 2010 г. чемпион мира на чемпионате в Словении. В 2012 г. на чемпионате мира в Юрмале завоевал 3 золотые медали.
- В свободное время он с удовольствием играл в быстрые шахматы (имел первый разряд), неоднократно становился чемпионом клуба «Вита» по шахматам и шашкам.
- Одно из любимых выражений Е. Л. Тарунина («Laboremus!» — «За работу!») заимствовано им у французского энтомолога Жан-Анри Фабра.